# Aéroports de Paris
Aéroports de Paris (ADP) je upravno tijelo zračnih luka koje posjeduje i upravlja s četrnaest civilnih zračnih luka i uzletišta u pokrajini Île-de-France. Među značajnijim zračnim lukama pod ADP upravom su Zračna luka Charles de Gaulle, Zračna luka Orly i Zračna luka Le Bourget. Sjedište uprave se nalazi u 14. okrugu Pariza.

## Povijesni razvoj
Uprava je osnovana 1945. godine kao korporacija u državnom vlasništvu.  Dana 20. travnja 2005. postaje javna tvrtka (u Francuskoj poznata kao Société Anonyme), iako su i Francuska vlada i pokrajina Ile-de-France zadržali udjele u tvrtki. Od 2011. godine Francuska vlada drži kontrolni udio s 52% dionica. Prema francuskom Prometnom zakonu, vlada mora ostati većinski dioničar. Uz ovaj prijelaz, tvrtka je dobila mogućnost sudjelovati u međunarodnim partnerstvima i ulaganjima. U 2008. godini Grupa Schiphol posjeduje 8% dionica u Aéroports de Paris kao što Aéroports de Paris ima 8 posto dionica u Grupi Schiphol.
Aéroports de Paris, kroz svoju podružnicu Uprava Aéroports de Paris stekao je 38%  udjela u vlasništvu TAV aerodromskog Holdinga (TAV Havalimanlari holding), vodećeg operatera zračnih luka u Turskoj koji uz Zračnu luku Atatürk, djeluje i na zračnim lukama u Gruziji, Tunisu, Makedoniji, Latviji i Saudijskoj Arabiji.
ADP grupa sebe predstavlja kao drugu grupu zračnih luka po veličini u svijetu u smislu prometa i prvu u smislu prijevoza zračne pošte te prihvata i otpreme teretnih zrakoplova. Sa svojim podružnicama, Uprava ADP, ADP Ingénierie, Alyzia i  Hub Telecom, ADP grupa je pomogla u izgradnji i upravljanu zračnim lukama i njihovim objektima i infrastrukturom u više od 55 zemalja.

## ADP u Hrvatskoj
Dana 11. travnja 2012. konzorciju tvrtki ZAIC (Zagreb Airport International Company), kojeg čine Uprava Aeroports de Paris te građevinske tvrtke Bouygues Batiment International i Viadukt d.d., dana je koncesija u trajanju od 30 godina za izgradnju novog putničkog terminala te upravljanje i korištenje Zračne luke „Franjo Tuđman”. Stoga je ZAIC osnovao u Hrvatskoj tvrtku Međunarodna zračna luka Zagreb d.d. kako bi mogao obavljati posao upravljanja sa zagrebačkom zračnom lukom.